# イヴリーの戦いにおけるアンリ4世
『イヴリーの戦いにおけるアンリ4世』（イヴリーのたたかいにおけるアンリよんせい、伊: Enrico IV alla battaglia d'Ivry、英: Henry IV at the Battle of Ivry）は、フランドルのバロック期の巨匠ピーテル・パウル・ルーベンスが1627年にキャンバス上に油彩で制作した絵画で、縦367センチ、横693センチのサイズである。メディチ家出身のマリー・ド・メディシスが夫のフランス王アンリ4世の輝かしい業績を賛美するために委嘱した作品で、『イヴリーの戦いの後にパリへ凱旋するアンリ4世』と対をなしている。両作品とも、1686年にトスカーナ大公コジモ3世に購入された。1773年以来、フィレンツェのウフィツィ美術館に所蔵されている。

## 作品

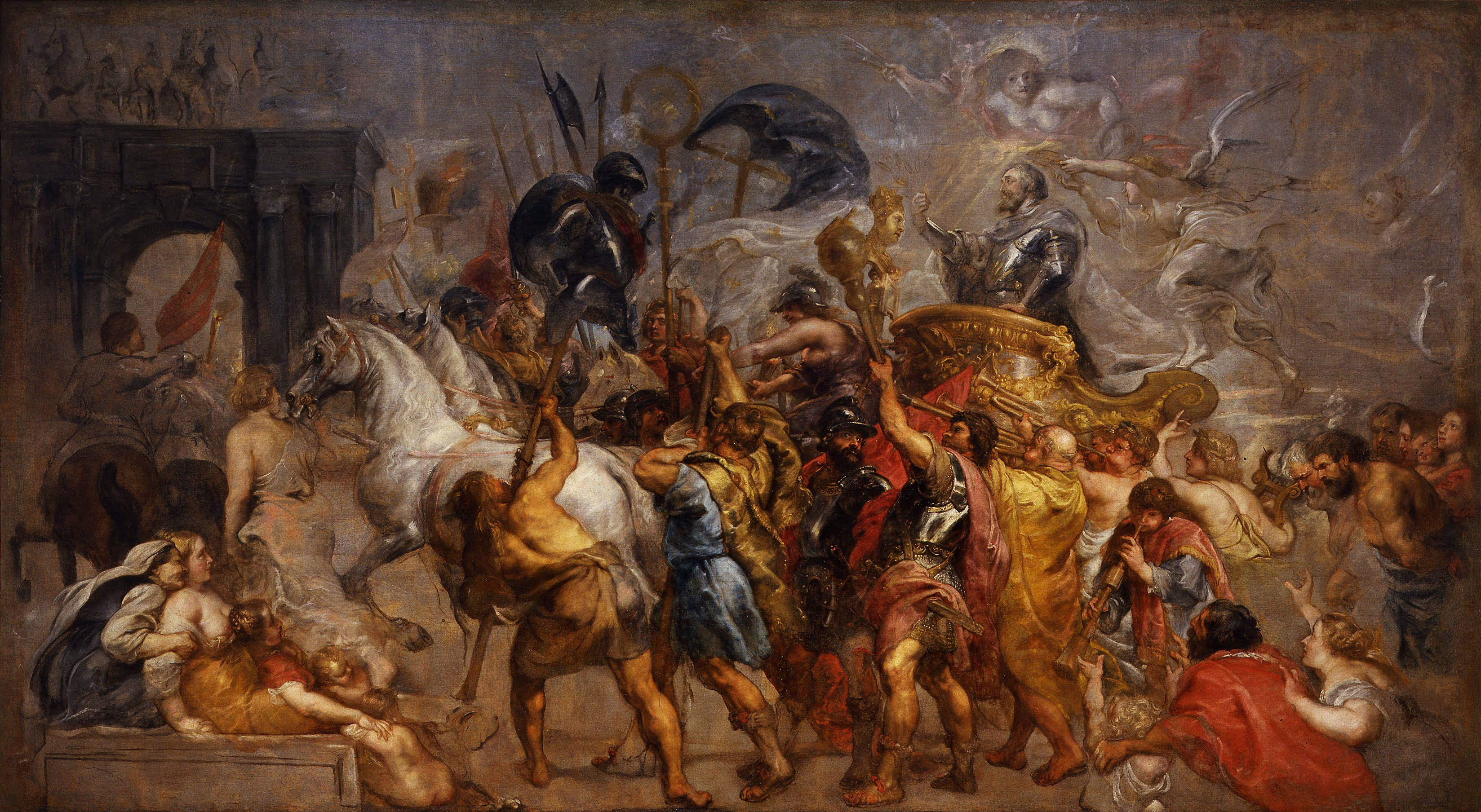
ルーベンス『イヴリーの戦いの後にパリへ凱旋するアンリ4世』 (ウフィツィ美術館、フィレンツェ)

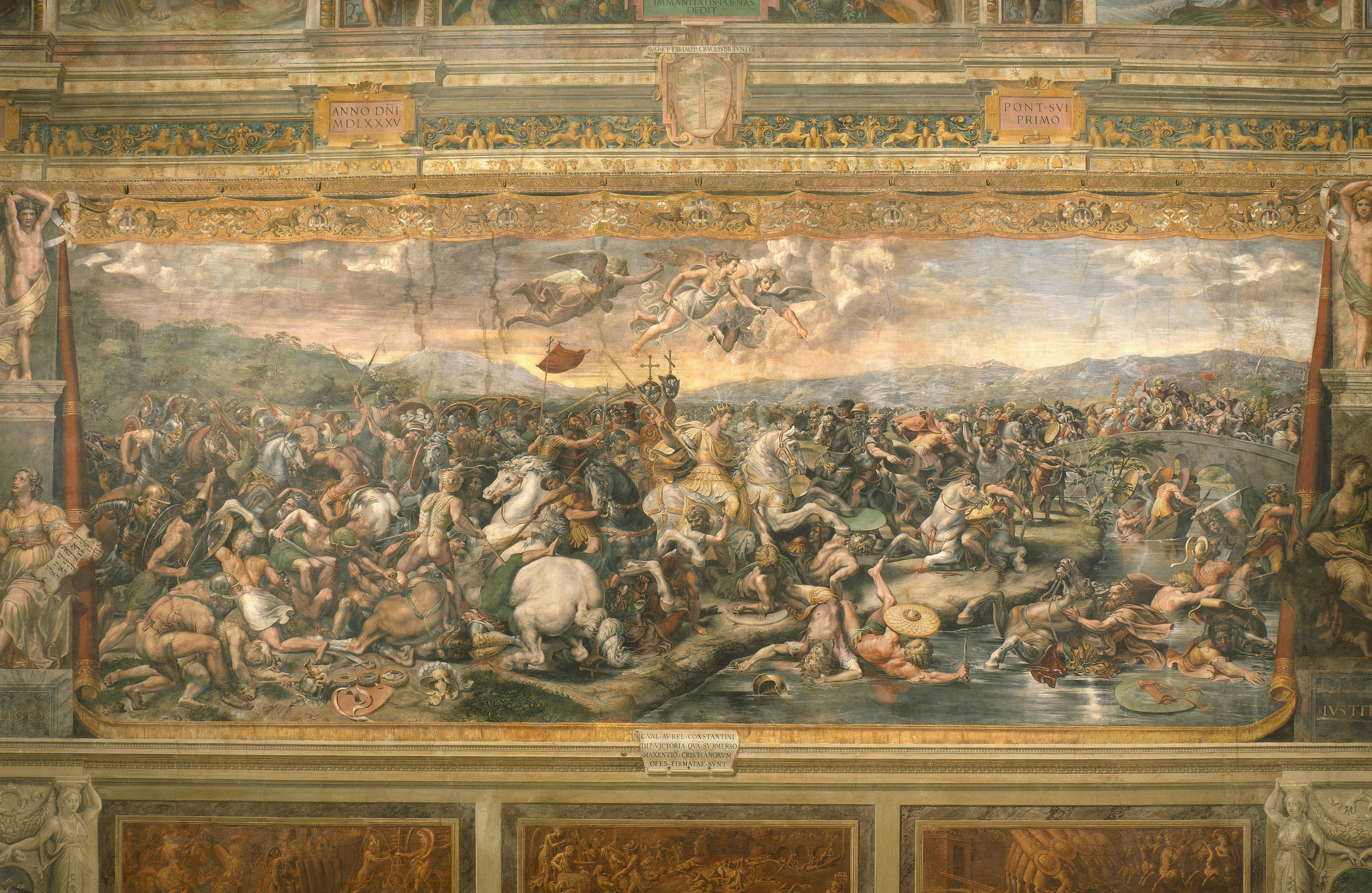
ジュリオ・ロマーノ『ミルウィウス橋の戦い』 (1636-1639年)、ラファエロの間、ヴァチカン宮殿

本作と『イヴリーの戦いの後にパリへ凱旋するアンリ4世』は、アントウェルペンの司教座聖堂参事会員フレデリク・ランスロット (Frédéric Lancelot) のコレクションに由来する。1686年2月、コジモ3世の秘書官および相談役であったアッポローニオ・パッセッティは、これら2枚の絵画について鑑定するように指示されている。両作品は1687年1月にフィレンツェに到着後、フランドルからの輸送による損傷を補修するため修復が施された。その後、コジモ3世はメディチ家の歴史を讃えたいと考え、両作品は1773年までピッティ宮殿に飾られた。
本作と『イヴリーの戦いの後にパリへ凱旋するアンリ4世』は、「マリー・ド・メディシスの生涯」 (ルーヴル美術館) の対作品となるべく制作された連作に属していたに違いない。この連作は本来、「マリー・ド・メディシスの生涯」の連作と同様、パリのリュクサンブール宮殿を装飾するべく意図されたものであった。しかし、マリーと対立し、彼女をブロア城に幽閉した枢機卿リシュリューの反対にあい、連作は完成にいたらなかった。ルーベンスは、デュピイ宛ての書簡に「これまでに費やした労力はすべて無に帰した」と記している。その連作のために6点のみが実際に制作され、ウフィツィ美術館の両作品以外に、『パリ近郊をめぐる戦い』 (チューリヒ、ビュールレ・コレクション旧蔵)、『アルクの戦いでのアンリ4世』 (ミュンヘン、アルテ・ピナコテーク)、『カーンの包囲』 (ヨーテボリ美術館) が知られている。もう1点は失われている。
これらの作品には、ルーベンスがイタリアでの数年間の滞在の間に得たあらゆる図像的源泉が活用されている。本作については、ヴァチカン宮殿にある「ラファエロの間」の1つ「コンスタンティヌスの間」の壮大な『ミルウィウス橋の戦い』への、ルーベンスの敬意を認めなくてはならない。